# Tüzelőberendezés
A tüzelőberendezés az egyes tüzelőanyagok elégetésére szolgáló berendezések gyűjtőneve. 
A tüzelőanyagokat fajtájuk szerint más-más berendezésben lehet elégetni. A tüzelőberendezéseket az egyes, jelentősen eltérő tüzelőanyag-fajták szerint alakítják ki, más tüzelőanyagra nem használhatók. 
Jellegzetes tüzelőberendezések pl. a kazánok (vegyes tüzelésű, gáz): a tűztér kialakításában és a tüzelőanyag-betápláló berendezésekben különböznek. Nagyságuk szerint pl. erőművi és házi fűtési célra kialakított kazánok is léteznek. 
Háztartási célra részben kézi tüzelésű kályhák, kandallók, vegyes tüzelésű kazánok készülnek, továbbá automatikus tüzelésű berendezések, amelyek az aprított, kis darabos (szén, pellet, apríték) tüzelőanyag eltüzelésére alkalmasak.